# Torpedo
Torpedo é um projéctil explosivo auto-propulsionado que (após ser lançado acima ou abaixo da superfície da água) opera debaixo de água e é projectado para detonar ao entrar em contacto ou ao aproximar-se de um determinado alvo. Torpedos são armas que podem ser lançadas de submarinos, navios, helicópteros e aviões. Até à 1.ª Guerra Mundial as minas navais eram também conhecidas por torpedos, neste caso torpedos fixos, por oposição aos convencionais, chamados então torpedos automóveis.
Os torpedos são também utilizados como partes de outras armas; o torpedo Mark 46 utilizado pelos Estados Unidos tornou-se a secção principal do sistema ASROC, e a mina CAPTOR utiliza uma plataforma sensora submergida que lança um torpedo quando um contacto hostil é detectado.

## História
Os primeiros torpedos lançados contra os alvos eram troncos de madeira, como por exemplo um mastro — o explosivo encontrava-se na ponta. Quando lançados contra as embarcações inimigas detonavam por baixo da linha de água. Torpedos como estes foram utilizados na Guerra Civil dos Estados Unidos (ver: Submarino Hunley).
Matthew F. Maury trabalhou num torpedo eléctrico durante a guerra civil, mas não se tornou numa arma eficaz.

Durante a guerra do Paraguai, André Rebouças criou um torpedo, utilizado com sucesso.